# Pregação ao ar livre

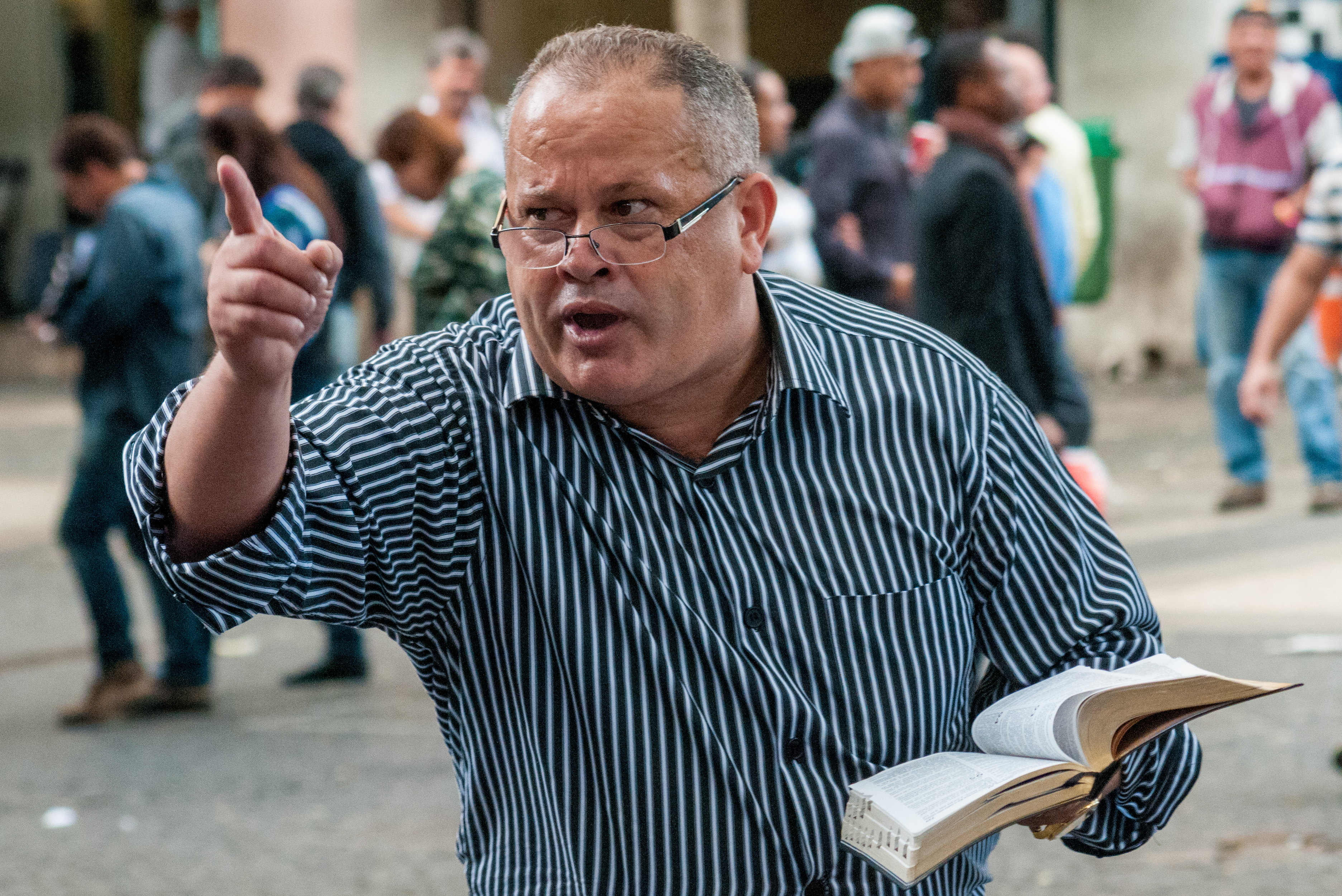
Pastor Batoré, Praça da Sé

Pregação ao ar livre, pregação de rua ou pregação pública é o ato de evangelizar uma fé religiosa em locais públicos. É um método antigo de proselitismo de uma mensagem religiosa ou social e tem sido usado por muitas culturas e tradições religiosas, mas hoje é geralmente associado ao cristianismo protestante evangélico. Os defensores desta abordagem observam que tanto Jesus como muitos dos profetas do Antigo Testamento pregavam frequentemente sobre Deus em locais públicos.  É uma das abordagens mais antigas do evangelismo. 

## Na Bíblia

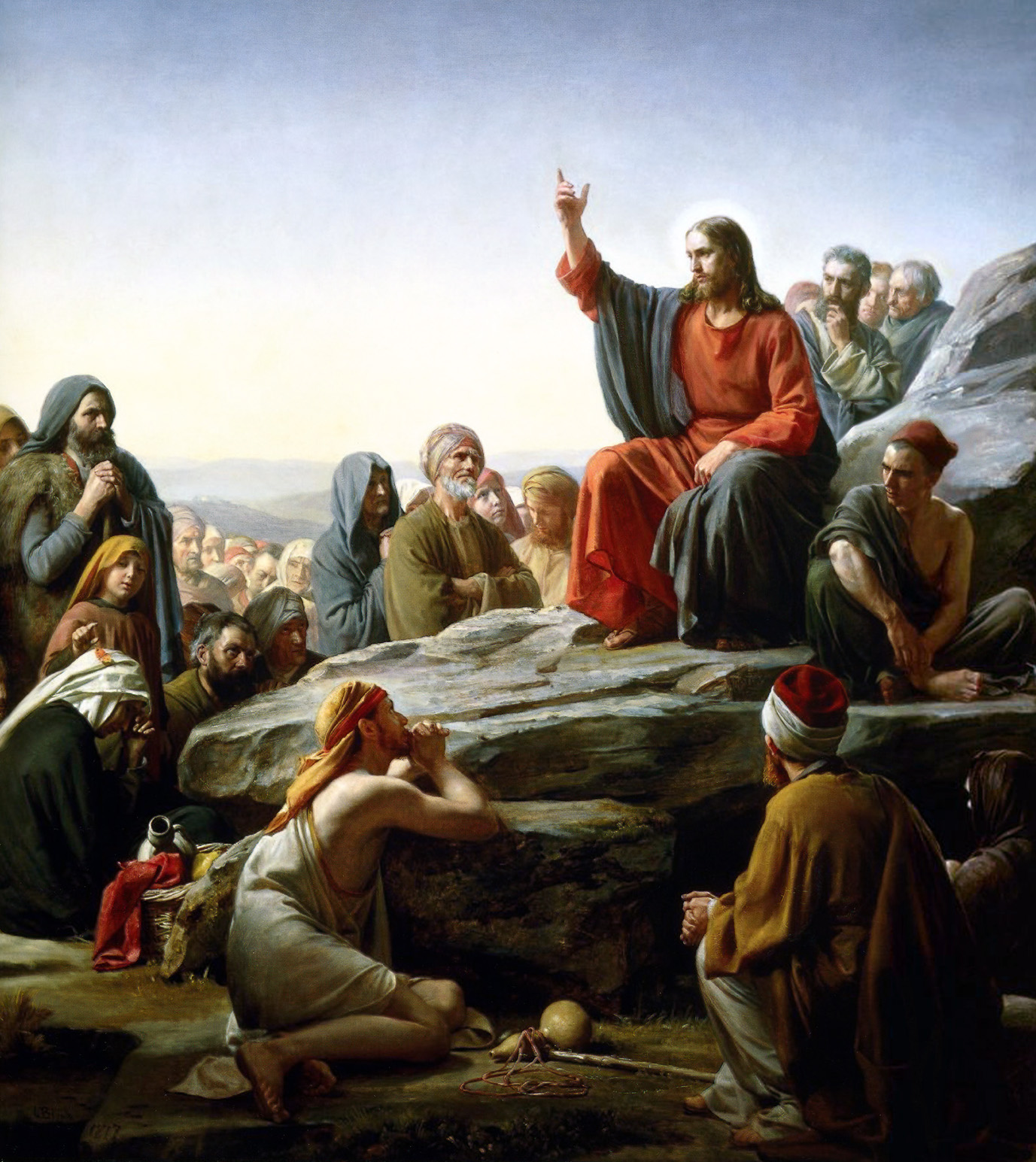
Uma pintura representando Jesus Cristo proferindo o Sermão da Montanha ao ar livre

Um dos primeiros pregadores ao ar livre do Cristianismo, de acordo com os evangelhos, foi Jesus Cristo, cujo primeiro sermão especificamente registrado foi o Sermão da Montanha, que ocorreu na encosta de uma montanha ao ar livre. No Evangelho de Lucas (Lucas 6:17–49), foi registrado que Jesus também deu um sermão ao ar livre conhecido como Sermão da Planície. Em Marcos 16:15, a pregação nas ruas é vista como um mandamento de Jesus como forma de alertar as pessoas sobre os pecados e suas consequências. Isto é apoiado por Isaías 58:1 e Jeremias 2:2. 
Após a morte e ressurreição de Jesus, muitos de seus apóstolos e seguidores começaram a pregar o evangelho nas ruas, no Templo de Jerusalém e em outros espaços abertos.  
A Bíblia lista outros exemplos de pregação ao ar livre, incluindo Noé, Salomão, Esdras, Jeremias, Jonas, João Batista, Jesus Cristo, Pedro, Paulo, Filipe e Apolo. 

## Reforma Protestante
Durante a Reforma Protestante, a pregação ao ar livre era frequentemente empregada por protestantes em toda a Europa que nem sempre podiam pregar dentro de igrejas, que eram em sua maioria católicas. A pregação ao ar livre na Europa continuou durante a ascensão do puritanismo e de outros movimentos protestantes. Era frequentemente usado em ambientes pastoris, bem como em cidades, o primeiro, às vezes, devido ao desejo de evitar as autoridades,  e o último porque, por uma razão, poderia atingir pessoas excêntricas que viviam em cidades que de outra forma não ouviriam o Evangelho. 

## Reavivamentos Evangélicos

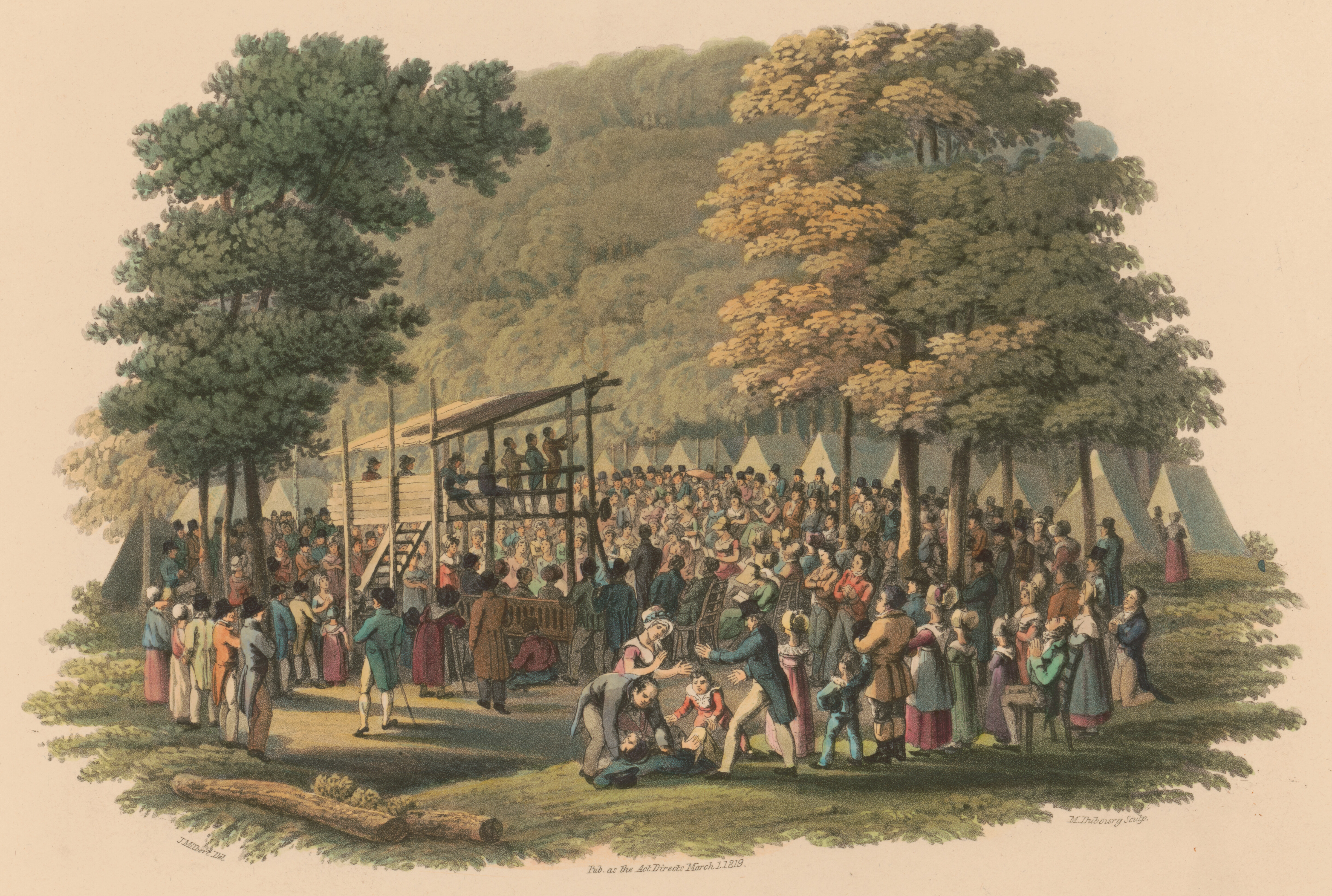
Os pregadores metodistas eram conhecidos por proclamar as doutrinas do novo nascimento e da inteira santificação ao público em eventos como as reuniões campais, que eles acreditam ser a razão pela qual Deus os levantou à existência.

Os primeiros pregadores metodistas, John Wesley e George Whitefield, pregaram ao ar livre, o que lhes permitiu atrair multidões maiores do que a maioria dos edifícios poderia acomodar.  Numa ocasião, quando Wesley foi proibido de pregar dentro da igreja em sua cidade natal, Epworth, ele usou a lápide de seu pai no cemitério da igreja como púlpito . Whitefield declarou: “Acredito que nunca fui mais aceitável para meu Mestre do que quando estava ensinando aqueles ouvintes em campos abertos... Agora prego para dez vezes mais pessoas do que deveria, se estivesse confinado às igrejas. 
Pregadores ao ar livre ao longo da história muitas vezes notaram que pregar para grandes multidões muitas vezes faz com que os pregadores sofram abusos de certas maneiras, até mesmo tendo objetos atirados contra eles, como vegetais podres ou líquidos insalubres de muitas variedades. Foi dito que uma das práticas regulares do evangelista americano Dwight L. Moody no final da década de 1860 "era exortar os transeuntes à noite nos degraus do tribunal. Freqüentemente, essas reuniões improvisadas atraíam tantos questionadores quanto apoiadores". 
No final do século 19 e início do século 20, muitos pregadores famosos ao ar livre nos Estados Unidos começaram a pregar, como Billy Graham e Billy Sunday . Graham, em particular, usou uma combinação de pregação ao ar livre e o recente advento do televangelismo para transmitir os seus sermões, que muitas vezes aconteciam em grandes locais, como estádios, para grandes partes do mundo e milhões de americanos. 

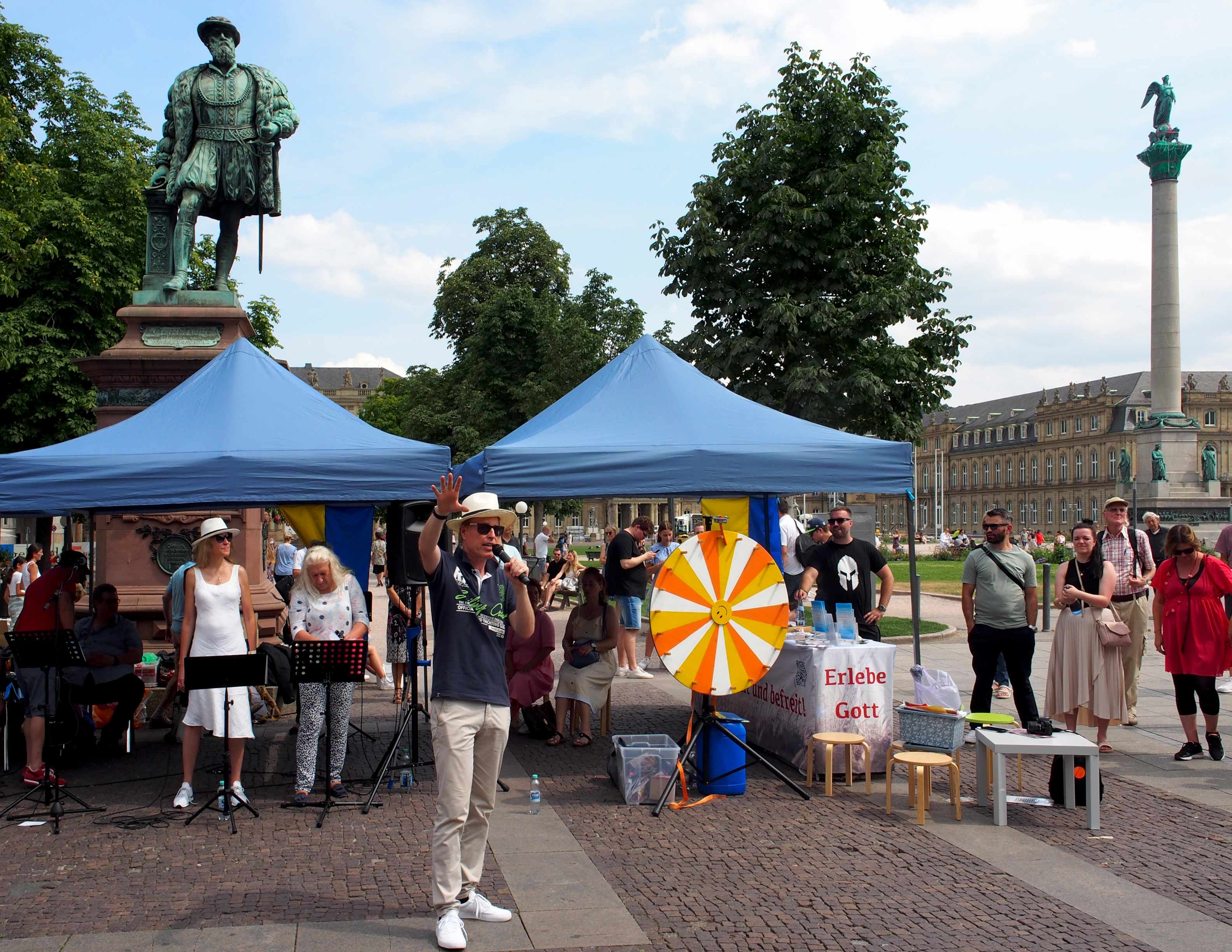
Pregação de rua na Alemanha

Charles Spurgeon, o famoso pregador batista inglês, acreditava que a pregação ao ar livre era fundamental para levar as pessoas a ouvir o evangelho, que de outra forma nunca o ouviriam,   e hoje, pregadores ao ar livre como Ray Comfort acreditam alcançar muito mais pessoas ao mesmo tempo do que outras abordagens de evangelismo. 

## Pregadores ao ar livre notáveis

### Históricos
- S. Francisco de Assis
- São Domingos
- Vicente Ferrer
- William Booth
- Dwight L. Moody
- Charles Spurgeon
- John Wesley
- George Whitefield
- George Wishart